# Яньовец
Я̀ньовец е село в Северозападна България, община Димово, област Видин.

## География
Село Яньовец се намира на около 7 км югоизточно от град Белоградчик, 1,5 км на юг-югозапад от село Върбовчец, 5 км на запад-югозапад от село Ружинци и 2 км на северозапад от устието на Стакевска река при вливането ѝ в река Лом. Разположено е в долината между две възвишения в най-южната част на планинския рид Венеца.
Надморската височина на площада в центъра на селото е около 336 м.
Пътната връзка на село Яньовец с общинския административен център град Димово започва по общинския път до село Ружинци, откъдето на север по Европейски път Е79 през селата Медовница, Скомля и Бела се стига до град Димово.
Населението на село Яньовец , имащо своя максимум към 1946 г. – 327 души, а към 1956 г. – 321, намалява бързо до 143 към 1975 г., по-бавно до 62 към 1992 г. и спада до 10 души към 2018 г.

## Население
Преброяване на населението през 2011 г.
Численост и дял на етническите групи според преброяването на населението през 2011 г.:
|                     | Численост | Дял (в %) |
| Общо                | 14        | 100,00    |
| Българи             | 14        | 100,00    |
| Турци               | 0         | 0,00      |
| Цигани              | 0         | 0,00      |
| Други               | 0         | 0,00      |
| Не се самоопределят | 0         | 0,00      |
| Неотговорили        | 0         | 0,00      |